# 타카츠카 마사야
타카츠카 마사야(高塚 正也 たかつか まさや[*], 1969년 8월 15일~)는 일본의 성우이다. 그는 성우 네모토 케이코와 결혼했다.

## 출연작품
1997년
- 게게게의 키타로 4기()
- 중화일미()
- 초마신영웅전 와타루()
- 포춘 퀘스트 L()

1998년
- 수호월천()
- 세이버 마리오네트 J to X()
- 유☆희☆왕()
- 요시모토 무치코 이야기()
- 로스트 유니버스()
- 로도스도전기 영웅기사전()

1999년
- 고쿠도 군 만유기()
- 주간 스토리랜드()
- To Heart()
- 닌자보이 난타로()
- BLUE GENDER()
- 베타맨()
- B비다맨 폭외전 빅토리()
- 마술사 오펜 Revenge()
- ONE PIECE()

2000년
- 반드레드()
- 사쿠라대전TV()
- 진 여신전생 데빌칠드런()
- 파브로 선생님은 명탐정()
- 마이애미 건즈 ()
- 무적왕 트라이제논()